# Angélica (Argentina)
Angélica es una comuna del departamento Castellanos, provincia de Santa Fe, Argentina, a 82 km de la ciudad capital provincial Santa Fe fundada el 23 de agosto de 1886 por José B. Iturraspe, lleva el nombre de la misma en homenaje a la hija del fundador.

## Datos básicos
- Fundación: 23 de agosto de 1886
- Creación de la comuna: 26 de enero de 1893
- Toponimia: en homenaje a la hija de su fundador.

## Población
Cuenta con 1,574 habitantes (Indec, 2010), lo que representa un descenso frente a los 1,599 habitantes (Indec, 2001) del censo anterior.
| Gráfica de evolución demográfica de Angélica entre 1991 y 2010 |
|                                                                |
| Fuente: Censos nacionales del INDEC                            |

## Historia
En el Departamento Castellanos, el proceso colonizador correspondió al llamado periodo de colonización particular. En nuestro departamento, el poblamiento tuvo su origen en una expansión de la colonia de Esperanza. El impulso colonizador tuvo una figura brillante, en la persona de Guillermo Lehmann, quien forma sociedades con terretenientes y en pocos años surgen colonias agrícolas, teniendo como cabecera la actual ciudad de Rafaela.
La localidad fue fundada el 23 de agosto de 1886 por José Bernardo Iturraspe, con la colaboración de su apoderado Rodolfo Brül, que lo representaba en muchas transacciones comerciales.
El lugar conocido coma "Angélica vieja", está ubicada a cinco kilómetros al este de la actual población y sobre el camino que en los primeros, unía las ciudades de Santa Fe y Córdoba, pasando por San Francisco. Estas tierras eran de Iturraspe y allí se asentaron los primeros pobladores en 1884 e instalaron algunos comercios. 
Unos de los primeros pobladores que se asentaron en las colonias, sobre las parcelas de campo adjudicadas por la Compañía de tierras Beck & Herzog a la inmigración italiana, en el año 1880, fue la Familia de Sisto Baudino y Giuseppe Signoretti, procedentes del Piemonte, Cumiana, sobre el valle Chisola, fueron agricultores que se dedicaron a la siembra y cultivaron los fértiles campos con trigo, formando en el conjunto con muchos agricultores más, la "Pampa Gringa".
La fertilidad de esas tierras hizo que el lugar se poblara rápidamente. Le interesó también a la empresa Francesa que estaba construyendo un ramal ferroviario entre la ciudad de Santa Fe y la localidad cordobesa de Villa María, es por ello que adquirió cuarenta cuadras de terreno para levantar la estación del ferrocarril.
Pero imprevistamente Iturraspe ofrece a dicha empresa en donación, ochenta cuadras ubicadas a cinco kilómetros al oeste. En dicho lugar se instalará la estación ferroviaria, la cual le dará vida al nuevo poblado. Según versiones de los descendientes de aquellos primeros pobladores, la intención de Iturraspe fue la de valorar los terrenos que se encontraban en lo que se llamaba Cañada de Romero. Así la empresa ferroviaria vende los terrenos que tenía en Angélica y se traslada hacia la mencionada Cañada lugar del nuevo emplazamiento.
La nueva ubicación se trazó al sur de la estación ferroviaria. De las ochenta cuadras donadas por Iturraspe el ferrocarril utilizó solo 40, las otras 40 servirían como origen al nuevo pueblo. En el centro del plano respectivo, señalaba a la plaza con cuatro manzanas, ubicada a continuación de la actual Avda. del Libertador General San Martín. Tenía como eje el actual camino de tierra, que es continuación de la misma.
Pero es evidente, que los primeros pobladores fueron construyendo sus viviendas en las manzanas más próximas a la estación del ferrocarril y así se fue poblando solo la mitad de la traza, su lado norte, que quedó como zona urbanizada. De esta manera comienza a poblarse Angélica en su nueva ubicación.
En el año 1888 se inauguró en Angélica el Ferrocarril Provincial de Santa Fe (F.C.S.F.). El ramal que unía Santa Fe (capital) con la ciudad de Villa María (Córdoba) atravesaba el pueblo en sentido noroeste-suroeste y tuvo dos estaciones ferroviarias en Angélica, una en la zona urbana y otra en campo Freyre, en el km. 85, la que luego le daría su nombre al paraje.
En la segunda mitad de la década de los cuarenta el presidente de la Nación, Juan Domingo Perón, nacionalizó los ferrocarriles y el Ferrocarril Santa Fe paso a llamarse Ferrocarril General Belgrano (F.C.G.M.B.).
En la década del ’60 se clausuró la estación del km. 85, en 1977 la de Angélica; en 1979 se suspendió el servicio de trenes y poco después se levantaron las vías.
En 1939, fue fundada por los hermanos Boschetto la empresa Luis Boschetto y Hnos SACIF. Bajo la marca Angélica, fabricó cosechadoras e hileradoras hasta mediados de los 70's, donde se dedicó a la producción de silos.
El 5 de octubre de 1975 sucedió un hecho de relevancia para el pueblo. Un avión Boeing 737-200 de Aerolíneas Argentinas con matrícula LV-JNE (denominada November Eco, que ya había tenido un episodio similar dos años antes) debió aterrizar en un campo cercano, ya que el mismo había sido secuestrado por un grupo de Montoneros en la llamada Operación Primicia. Tras 17 días de trabajo, en la cual se hizo una pista con planchas de aluminio traídas desde Ushuaia en un C-130 y se le quitó el peso innecesario a la aeronave para reducir el peso a 30 toneladas, el aparato despega hacia el aeropuerto Sauce Viejo de Santa Fe.

## Localidades y parajes
- Angélica
- Parajes
  - Desvío km 85

## Equipamiento educativo
- Escuela primaria N.º 402 Ingeniero Álvarez Condarco
- Centro de Alfabetización y Educación Básica para Jóvenes y Adultos N.º 15
- Escuela de enseñanza media N.º 414 José Bernardo Iturraspe
- Biblioteca popular Domingo F. Sarmiento

## Instituciones deportivas
- Boching Club Atlético General San Martín, "El Sanma", Peña Automovilística "Juan Manuel Bordeau"

### Gasoducto de la Cuenca Lechera
El recorrido y la construcción comienza en la intersección de las rutas nacionales 19 y 34, jurisdicción de Angélica (Santa Fe), donde se incorporará una red troncal, avanzando luego hacia el norte por la zona limítrofe con la provincia de Córdoba (Argentina) y finaliza en la localidad santiagueña de Selva.  (enlace roto disponible en Internet Archive; véase el historial, la primera versión y la última).

## Hijos ilustres
- Escultor Miguel Pablo Borgarello (n. 1906), en 1951 diseña el monumento "El Indio Bamba" en Tanti, Córdoba.
- Futbolista Profesional Héctor José Cigogna (n.1954), consigue en el año 1975 el título del Campeonato de Primera División B jugando para el Quilmes Atlético Club.